# Șipote
Şipote es una comuna ubicada en el distrito de Iași, Rumania.

## Superficie
Cuenta con una superficie de 77,69 kilómetros cuadrados.

## Demografía
Hasta 2021 la población era de 4714 habitantes, con una densidad de población de 60,68 habitantes por kilómetro cuadrado.